# Essar
Il gruppo Essar è una multinazionale indiana fondata nel 1969 da Shashi Ruia e Ravi Ruia. La società, nota come Essar Global Fund Limited (EGFL), possiede una varietà di asset nei settori chiave dell'energia (raffinazione del petrolio, esplorazione e produzione di petrolio e gas, energia), infrastrutture e logistica (porti, progetti), metalli e miniere, tecnologia e vendita al dettaglio (servizi petroliferi, tecnologia dell'informazione e vendita al dettaglio di prodotti alimentari). L'EGFL detiene quasi il 100% di tutti i suoi investimenti.
È un'impresa a conduzione largamente familiare, attualmente gestita dalla seconda generazione.

## Storia
Il gruppo Essar è stato fondato dalla famiglia Ruia che è in affari sin dall'Ottocento da quando la famiglia si trasferì a Bombay dal Rajasthan. Nel 1956 Nand Kishore Ruia, il fondatore del gruppo, si trasferì a Madras per iniziare un'attività commerciale indipendente.
Nel 1969, a seguito del testamento di Nand Kishore Ruia, i suoi figli Shashi e Ravi Ruia controllano il gruppo. In quello stesso anno 
Shashi Ruia vinse un importante contratto del valore di Rs. 2,3 milioni per la costruzione di un frangiflutti esterno per il porto di Chennai, gettando così le basi del Gruppo Essar.
Nel 1991, Essar è diventata il primo produttore indipendente di energia elettrica (IPP) dell'India e ha avviato una centrale elettrica a ciclo continuo da 515 MW a Hazira. Successivamente ha costruito e gestito centrali elettriche nazionali in Madhya Pradesh, Gujarat, Orissa e a livello internazionale in Ontario.
Nel 1992, Essar ha acquisito la South India Shipping Corporation e ha rafforzato la sua impresa di spedizioni.
Nel 1995, Essar Group è entrata nel settore delle telecomunicazioni con una joint venture svizzera PTT denominata Essar Cellphone. Nello stesso anno, Essar Group ha avviato le operazioni GSM da Delhi. Essar, indipendentemente e in collaborazione con Hutchison (Hutchison Essar), successivamente acquisì più circoli di telecomunicazioni in India. Nel 2006, tutti i circoli erano sotto Hutchison Essar Limited. Vodafone acquistò la partecipazione di Hutchison e Hutchison lasciò l'India nel 2006. Essar Group continuò ad avere una partecipazione del 33% nella partnership di Vodafone Essar. Nel 2011, Essar ha venduto la sua partecipazione ed è uscita dal settore delle telecomunicazioni.
Nel 2006, Essar Oil ha importato la sua prima spedizione di 2,2 miliardi di petrolio greggio a Vadinar nel Gujarat.
Nel 2007, Essar possedeva The MobileStore, una catena indiana di negozi al dettaglio di telecomunicazioni e telefoni cellulari.